# Армянский вопрос (фильм)
«Армянский вопрос» — документальный фильм, повествующий о глубоких исторических причинах и последствиях геноцида армянского народа в 1915-м году.

## Сюжет
Фильм начинается с объяснения того, как вообще появился «армянский вопрос». Показано, что при завоевании мусульманами территории Византийской империи армяне оказались самым крупным анклавом христиан в Османской империи. Они были неравноправным, дискриминируемым меньшинством. По мере развала Османской империи её правительство все активнее объявляло армян главным внутренним врагом, причиной неудач и агентом Европы внутри Империи.
Геноцид армян неоднократно вспыхивал, начиная с 1870-х годов.
Великие державы не раз провоцировали армян, обещая им создание своего государства, и всякий раз предавали армян. После революции 1908 года и распада Османской империи Турция превращалась в национальное государство. Политика младотурок включала уничтожение христиан, в первую очередь армян.
Из всех великих держав только Российская империя оказала армянам реальную помощь. К концу 1916 года Российская империя контролировала всю территорию исторической Армении. Началось строительство гражданской системы управления будущим армянским государством.
Революция марта 1917 и Октябрьская социалистическая революция привели к развалу Кавказского фронта. За бегущей русской армией шли турки, продолжая геноцид армян на всех захваченных территориях. Современная Республика Армения составляет не более 7 % исторической Армении — всё, что удалось отстоять.

## История создания, съёмки
Идея снять фильм принадлежит историку, писателю, археологу и профессору Андрею Михайловичу Буровскому, который в 2015 году получил от Министерства культуры России субсидию на создание фильма.

### Съёмки в Армении и в Нагорном Карабахе
В ноябре 2015 года съёмки фильма прошли в Армении и в Нагорном Карабахе. В числе посещённых мест было озеро Севан, Академия Наук Армении, памятный комплекс Цицернакаберд, Усыпальница Аршакуни, Степанакерт и Шуша. Было взято несколько интервью у научных специалистов и историков Академии Наук Армении, а также у сотрудников музеев.

### Приостановка работ
По возвращении в Россию было взято два интервью у представителей Санкт-Петербургской армянской национально-культурной автономии, а также произведены съёмки установки хачкара в Великом Новгороде. Был сделан черновик фильма.

### Возобновление работ
В августе 2016 года за работу над фильмом взялся молодой красноярский режиссёр Григорий Жгилёв, который с чистого листа собрал новую версию фильма, подобрал музыку, произвёл досьёмки недостающих интервью и зрелищных событий, сотрудничая с красноярской армянской общиной и церковью Святого Саркиса. К февралю 2017 года фильм был почти готов и был показан узкому кругу лиц в «Открытой студии» Красноярска.

### Премьерные показы 2017
11 апреля — Санкт-Петербург

22 апреля — Екатеринбург

23 апреля — Санкт-Петербург, Ершов

24 апреля — Москва, Красноярск, Омск, Сургут, Таганрог, Тюмень, Якутск

30 апреля — Иваново, Красноярск

17 мая — Красноярск

## Музыка
В фильме использована музыка знаменитого исполнителя на дудуке Аргишти, а также нарочно сыгранные для «Армянского вопроса» песни в исполнении красноярского дудукиста Стаса Григоряна.